# Vlažna snježno-šumska klima
Vlažna snježno-šumska (borealna) klima predvladava u Kanadi i na Aljaski, te od sjevera Skandinavskog poluotoka do Dalekog istoka, Kamčatke i sjevernog Japana. U zavisnosti od geografske širine i kontinentalosti ove klime se međusobno razlikuju pa mogu imati žarko, toplo, ili svježe ljeto, ali s oštrim zimama.